# Sebastian Schonlau
Sebastian Schonlau (Warburg, 5 agosto 1994) è un calciatore tedesco, difensore e capitano dell'Amburgo.

## Caratteristiche tecniche
È un difensore centrale.

## Carriera
Ha esordito in Bundesliga il 5 ottobre 2019 disputando con il Paderborn l'incontro perso 2-1 contro il Magonza.

## Statistiche

### Presenze e reti nei club
Statistiche aggiornate al 7 febbraio 2025.
| Stagione            | Squadra             | Campionato          | Campionato | Campionato | Coppe nazionali | Coppe nazionali | Coppe nazionali | Coppe continentali | Coppe continentali | Coppe continentali | Altre coppe | Altre coppe | Altre coppe | Totale | Totale |
| Stagione            | Squadra             | Comp                | Pres       | Reti       | Comp            | Pres            | Reti            | Comp               | Pres               | Reti               | Comp        | Pres        | Reti        | Pres   | Reti   |
| ------------------- | ------------------- | ------------------- | ---------- | ---------- | --------------- | --------------- | --------------- | ------------------ | ------------------ | ------------------ | ----------- | ----------- | ----------- | ------ | ------ |
| 2014-2015           | Verl                | R                   | 25         | 0          | -               | -               | -               | -                  | -                  | -                  | -           | -           | -           | 25     | 0      |
| 2015-2016           | Paderborn II        | O                   | 6          | 1          | -               | -               | -               | -                  | -                  | -                  | -           | -           | -           | 6      | 1      |
| 2019-2020           | Paderborn II        | O                   | 1          | 1          | -               | -               | -               | -                  | -                  | -                  | -           | -           | -           | 1      | 1      |
| Totale Paderborn II | Totale Paderborn II | Totale Paderborn II | 7          | 2          |                 | -               | -               |                    | -                  | -                  |             | -           | -           | 7      | 2      |
| 2015-2016           | Paderborn           | 2.B                 | 8          | 0          | CG              | 0               | 0               | -                  | -                  | -                  | -           | -           | -           | 8      | 0      |
| 2016-2017           | Paderborn           | 3.L                 | 30         | 1          | CG              | 1               | 0               | -                  | -                  | -                  | -           | -           | -           | 31     | 1      |
| 2017-2018           | Paderborn           | 3.L                 | 35         | 3          | CG              | 4               | 0               | -                  | -                  | -                  | -           | -           | -           | 39     | 3      |
| 2018-2019           | Paderborn           | 2.B                 | 29         | 1          | CG              | 3               | 0               | -                  | -                  | -                  | -           | -           | -           | 32     | 1      |
| 2019-2020           | Paderborn           | BL                  | 23         | 2          | CG              | 1               | 0               | -                  | -                  | -                  | -           | -           | -           | 24     | 2      |
| 2020-2021           | Paderborn           | 2.B                 | 32         | 1          | CG              | 3               | 0               | -                  | -                  | -                  | -           | -           | -           | 35     | 1      |
| Totale Paderborn    | Totale Paderborn    | Totale Paderborn    | 157        | 8          |                 | 12              | 0               |                    | -                  | -                  |             | -           | -           | 169    | 8      |
| 2021-2022           | Amburgo             | 2.B                 | 33+2       | 4+0        | CG              | 5               | 0               | -                  | -                  | -                  | -           | -           | -           | 40     | 4      |
| 2022-2023           | Amburgo             | 2.B                 | 30+2       | 0          | CG              | 1               | 1               | -                  | -                  | -                  | -           | -           | -           | 33     | 1      |
| 2023-2024           | Amburgo             | 2.B                 | 16         | 1          | CG              | 1               | 0               | -                  | -                  | -                  | -           | -           | -           | 17     | 1      |
| 2024-2025           | Amburgo             | 2.B                 | 17         | 0          | CG              | 2               | 0               | -                  | -                  | -                  | -           | -           | -           | 19     | 0      |
| Totale Amburgo      | Totale Amburgo      | Totale Amburgo      | 96+4       | 5+0        |                 | 9               | 1               |                    | -                  | -                  |             | -           | -           | 109    | 6      |
| Totale carriera     | Totale carriera     | Totale carriera     | 289        | 15         |                 | 21              | 1               |                    | -                  | -                  |             | -           | -           | 310    | 16     |